# Ragnill Jens Svenses
Ragnill Jens Svenses, även känd under smeknamnet "Glanan" , död 27 april 1670, var en av de åtalade för häxeri i Marstrand under det stora oväsendet. Hon var den andra personen som anklagades för häxeri under det stora oväsendet i Bohuslän. Hon är känd för att ha utpekat ett stort antal personer som medbrottslingar. 
Ragnill Jens Svenses angavs för häxeri av Anna i Holta. Hon avlade bekännelse efter att ha blivit utsatt för vattenprovet. I sina vittnesmål angav hon ett mycket stort antal medbrottslingar, något som utvidgade häxprocessen i Marstrand och spred den i Bohuslän även utanför Marstrand.

## Fallet
Ragnill Jens Svenses var bosatt i Marstrand. Hon angavs för häxeri av Anna i Holta som hennes medbrottsling. Medan Anna satt fängslad för trolldom, uppgavs Ragnille hade besökt Annas hus, och frågat Sören Böker hur det skulle gå med Anna. 
Den 27 juni sade Anna till sin piga, när hon kom till fängelset med hennes middag: "därsom Ragnille Jens Swensis idag icke bliver fasttagen, så rymmer hon fanen i våld, ty hon är en arg trollkona, och där som övrigheten icke låter taga henne fast, får de aldrig nåd hos Gud". 
Detta resulterade i att Ragnille Jens Swenses greps för häxeri. 

### Anklagelser
Den 28 juni tillfrågades Anna i Holta varför hon hade utpekat Ragnille Jens Swenses. Hon svarade att hon inte hade fått en skäppa malt av Ragnille som hon hade bett om och att hon kunde motta sakramentet på att Ragnille var skyldig som hon eftersom hon alltid varit lika ökänd som hon själv. Detta var dock så långt hon ville gå i sin bekännelse. 
Den 1 juli uppmanade hon återigen att bekänna, men hon hävdade ännu en gång sin oskuld. När hon återigen frågades varför hon pekat ut Ragnille svarade hon att "Ragnille hade lovat henne en fanens färd, och den haver hon nu fått".
Clement Wächtere uppgav inför rätten att Ragnille hade försökt gömma sig under arrestering på Eric Anderses dass. Ragnille sade att hon inte gömt sig utan endast hade urinerat, och nekade till anklagelserna. 
Ragnille konfronterades med Anna och kallade henne en Satans lem som ljög på henne och hade förgjort Ingierd Persdotters man, Hans Clausen; Anna kallade henne en "Trulldiefuell", medan Ragnille nekade och sade att Anna hade djävulen under sin tunga.  Ragnille nekade till att hon besökt Anna på många år. Anna svarade att den ena djävulen knappast var rädd för den andra och uppmanade rätten att sätta Ragnille på samma ställe som hon, så skulle hon nog avlägga bekännelse. 
Den för hor fängslade Maren Olsdotter vittnade om att hon hade hört en hund och grisar inne i Ragnilles cell, och hur Ragnille hade sagt att rätten borde gripa de kvinnor i Sandborgen som förvandlat sig till katter. Anna i Holta begick 4 juli självmord i fängelset och Ragnille Jens Swenses var därmed den enda åtalade.  
Ragnille Jens Swenses nekade till alla anklagelser och sade att Anna som ljugit på henne nu fått sin rätta lön. När hon tillfrågades om de kvinnor som förvandlat sig till katter i Sandbogen, sade hon att hon varit anställd som piga hos en kvinna som hette Blix i Sandborgen för 30 år sedan. På den tiden hade de besökt Mali Ruths, som låg i sängen våt och med brutet ben. Malins ben ska ha slagits sönder med en spann som Malins man kastade på Malin när Malin satt på kanten av brunnen i skepnad av en katt, så hon föll ned i katten och bröt benet. Ragnille uppgav att detta var en historia som varit vida känd i Marstrand på den tiden.
Eftersom Ragnille vägrade bekänna något annat, beslutade rätten att hon skulle utsättas för vattenprovet. 
Den 7 juli undergick hon vattenprovet och misslyckades genom att flyta.

### Bekännelse och angivelser
Ragnill erkände sig skyldig till att ha slutit ett avtal med Satan och ha skrivit sitt namn i hans bok. 
Hon uppgav att "Fahnen togh henne en skärtorsdags Natt af Sängen och red på henne, att hon der af blef liggiandes sedhan wäll uthi otte dager och intet orkadhe. Och när han kom dijt han wille wära, ladhe han henne emillan någre steena". - Item sade hon, att "den samme Fahnen war lijke sådan som den grå kollade gåssen der pläger låna Penger till henne. Och den samme tijdh som dette skiedde, war Malin Ruthz och Marit Byskrifuers med uthij Huijde Gietters lijknelser".
Hon uppgav att vid varje häxsabbat ropade djävulen upp häxorna vid namn och tecknade deras namn i en bok med blod från deras fingrar utan att det gjorde ont. 
Efter sin bekännelse angav Ragnill Jens Svenses en rad personer, bland dem Malin Ruthz, Marit Byskrifvers, Ingeborg Slakters och dennas dotter Malin Andersdotter och syster Börta Storcks; Ingri Jutes, Anna i Holtes syster Margareta Sven Snickers och hennes dotter Kerstin Svensdotter, och Karin Klockers. 
Hon angav först Ragnille Thomeses och Kirstin Swenses, utöver Malin Ruthz. Hon bekände sin egen skuld och uppgav att hon hade varit häxa i två år. Hon angav sedan Malin i Wijken, Ingeborg Slakters såväl som hennes dotter Malin. Den 8 Juli tog hon tillbaka utpekandet av Ragnille Thomeses, men angav tre kvinnor i skärgården vars namn hon sade sig inte känna till. 
Hon uppgav att hon själv hade lärt sig trolldom av Anna i Holta, som gett henne en särskild mat att äta, varpå Ragnille samma natt fått besök av en "tomtebisse" i form av en liten pojke som krupit fram under hennes säng, och som gett henne pengar. 
Hon uppgav att Anna i Holtas syster Margaret Swen Snickers också lärt trolldom av sin syster, men att Malin Ruths var den verkliga häxan. Hon angav även Ingrid Jutes istället för Kirstin Swenses. Slutligen angav hon Marit Byskrifuers:
"Ja, Marit Byskrifuers, hon hafuer warit en argh Trolldiefuell, lad henne lijde det samme som migh ähr öfwergådt, så lährer hon wäll att bekänne flere med sigh". Då tillspordes henne om hon visste att Marit Byskrifuers hade gjort något ont. Hon sade ja, hon haver gjort mycket ont. Kanske tör hon väl vara orsak till att folk äro omkomne på vattnet. Låten kalla henne och Malin Ruthz här upp för rätten, då vill jag stå dem bägge till svars, och säga dem sådane ord "så de skole Skielfve och grufve sigh dher widh. Jagh will dö der på, att de begge ähre mycket wärre ähn Jagh. Kaniskee för sådane och fleres skulld, hafue wij dhet wij hafuer, at fisken er gången ifrån Landet."
När hon konfronterades med Malin Ruths sade hon: "Du ähr en Trolldiefuell och min Cammerat, som Anna i Holte sade till migh och långt wärre, thy du est een af dom som holler fisken ifrån Landet, och hafuer warit med att nedersatt Kopperheste i watnet för dhem."
Den 27 juli tog Ragnille tillbaka sin angivelse av alla personer hon utpekat som häxor med undantag för Marit Byskrifuers och Malin Ruthz, med orden "Når den blifuer tagen, upropar hon wäll flere!".

### Efterspel
Genom att Ragnill Jens Svenses angav Malin i Viken och Malin på Herön spred sig häxprocesserna även utanför Marstrand, när dessa kvinnor arresterades på sina respektive orter och i sin tur tvingades ange medbrottslingar. 
I april 1670 öppnade den andra trolldomskommissionen i Bohuslän sin verksamhet i Kungälv. Dit fördes då Per Larsson, hans dotter Anna Persdotter, Gertrud Corporals, Ragnela Jöns Svenses, Marit Byskrifvers och Malin i Viken (Börta Sunnerborg, Börta Crämars och Karin Skiöttis hade då avlidit); samtliga tog tillbaka sina bekännelser och angivelser innan de avrättades.